# Sif Atladóttir
Sif Atladóttir, född 15 juli 1985, är en isländsk fotbollsspelare. Hon spelar i Kristianstads DFF och för Islands landslag. 

## Meriter
Valur
- Isländsk mästare: 2007 och 2008
- Isländska cupen: 2009
- Examen i Folkhälsopedagogik från Högskolan Kristianstad 2018 www.hkr.se

### Utmärkelser
- Uttagen i isländska högstaligans "Pressens lag": 2008